# Still Alive (chanson de Portal)
Pour les articles homonymes, voir Still Alive.
Still Alive (en français, « Toujours en vie ») est une chanson composée en 2007 par Jonathan Coulton et interprétée par Ellen McLain sous les traits du personnage de GLaDOS dans le jeu vidéo Portal.
La chanson est interprétée durant le générique de fin du jeu, une fois que GLaDOS a été vaincue par Chell, l'héroïne de l'histoire, et laisse suggérer que GLaDOS n'a pas été détruite. Le morceau a reçu de nombreux prix pour son humour et sa qualité et a inspiré de nombreuses reprises.

## Présentation
La chanson Still Alive sert de musique au générique de fin du jeu vidéo Portal. Composée par Jonathan Coulton, elle est interprétée par le personnage de GLaDOS auquel la chanteuse Ellen McLain prête sa voix. Dans le jeu, GLaDOS est une intelligence artificielle mise au point par Aperture Science qui sert d'antagoniste au joueur en lui faisant passer toute une série de tests de plus en plus dangereux. À la fin du jeu, GLaDOS est vaincue par Chell, la protagoniste de l'histoire.
Toutefois, Still Alive suggère tout au long du générique que GLaDOS n'a pas été détruite. Dans la chanson, GLaDOS explique qu'elle n'en veut pas à Chell de l'avoir mise en pièces et considère la performance de Chell à travers les différents tests comme une « réussite totale » (huge success). 
Une version samba instrumentale du morceau est aussi présente à travers les radios disséminées dans le jeu.

## Contexte et écriture
D'après Kim Swift et Erik Wolpaw de Valve, l'idée d'une chanson à la fin du jeu provient du désir de voir les joueurs quitter l'aventure heureux. Dans la liste des propositions émises qui puissent faire plaisir au joueur, faire une chanson est celle qui arriva en tête. 
En 2006, après un concert à Seattle, Jonathan Coulton est approché par deux des développeurs du futur jeu vidéo Portal qui lui proposent de travailler avec eux. Grand fan de Half-Life, Coulton accepte avec enthousiasme même si à ce stade, personne n'a encore d'idée précise de ce qui pourrait aboutir de la collaboration. Coulton retrouve ensuite les développeurs dans les bureaux de Valve Corporation afin de réfléchir à ce qu'il pourrait faire. Après avoir joué à l'une des premières versions du jeu et avoir discuté avec les scénaristes, Jonathan Coulton décide avec eux qu'il devrait écrire une chanson pour le personnage de GLaDOS dans Portal.
Pour comprendre la psychologie du personnage, Coulton discute longuement avec Erik Wolpaw de la personnalité de GLaDOS et de ses motivations et passe du temps sur le jeu. Habitué à écrire sur ce genre de personnalité passive-agressive et aidé par les dialogues du jeu, il arrive rapidement à cerner l'esprit du personnage. La conception de la chanson a pris six semaines environ pour l'écriture, la composition et l'enregistrement.
La chanson est arrangée et enregistrée dans le studio de Coulton, à Brooklyn. Après avoir finalisé la musique, un enregistrement en studio à Seattle est réalisé avec Ellen McLain, la comédienne qui double GLaDOS dans la version originale du jeu et qui est aussi chanteuse. La voix de l'actrice est ensuite traitée par Auto-Tune pour être numérisée et obtenir la voix robotique de GLaDOS. La voix et la musique sont ensuite mélangées. La difficulté pour Ellen McLain a été de chanter en gardant un ton de voix uniforme et de réciter les phrases en un seul souffle puisqu'un robot n'est pas censé respirer.
Selon Coulton, la relation qui se développe entre le joueur et GLaDOS au long du jeu fait que cela sonne « quasiment naturel » lorsqu'elle se met à chanter.

## Réception
La chanson a été unanimement saluée par les critiques et les joueurs. IGN parle de la « meilleure musique de fin de jeu de tous les temps » et Jeuxvideo.com conclut le test du jeu en proclamant « Et en plus, il a la meilleure musique de fin du monde eeeeennnnntier ! ». Fin 2011, le site place Still Alive en 6e position parmi les vingt thèmes musicaux les plus marquants du jeu vidéo.
La chanson a obtenu le prix de la meilleure chanson originale aux Game Audio Network Guild Awards en 2008.

## Autres versions
Le morceau, ainsi qu'une reprise interprétée par Jonathan Coulton en personne, est inclus dans l'album de la bande originale de l'Orange Box, The Orange Box Original Soundtrack, sortie en 2007. 
La chanson apparait dans la version démo d'un autre titre de Valve, Left 4 Dead 2, où elle peut être jouée sur un jukebox du jeu. Une autre chanson de Jonathan Coulton, Re: Your Brains, est également présente.
De nombreux remixes de la chanson ont circulé sur internet, sur les plates-formes de contenu généré par les utilisateurs comme YouTube. Dans le mod de Portal, Portal Prelude, un remix de Still Alive peut être entendu sur plusieurs radios du jeu. Le site de Valve www.aperturescience.com montre le cube de voyage avec un bonnet de noël accompagné d'un remix spécial noël de la chanson Still Alive. 
La version PC du jeu vidéo musical Chime contient un niveau additionnel basé sur Still Alive. Depuis 2008, la chanson est également téléchargeable dans plusieurs opus de la série Rock Band, dont Rock Band, Rock Band 2, et Rock Band Unplugged. Elle a été incluse gratuitement dans les versions Xbox 360 et PS3 pour remercier les joueurs de soutenir la série. Pour annoncer cette sortie, Jonathan Coulton joue Still Alive sur Rock Band avec trois employés d'Harmonix à la Valve Party de la Game Developers Conference.